# Buđevo
Buđevo (Servisch cyrillisch Буђево) is een plaats in de Servische gemeente Sjenica. De plaats telt 91 inwoners (2002).